# キリストの昇天 (メシアン)
『キリストの昇天』（キリストのしょうてん、L'Ascension ）は、オリヴィエ・メシアンが作曲した管弦楽曲。メシアンの作品の中でも有名なものの一つである。「4つの交響的瞑想」（Quatre Méditations symphoniques ）というサブタイトルを持つ。

## 概要
1932年の5月にフランスのパリで作曲され、同年の7月にヌーサルジュで完成をみたが、翌年の1933年の5月から7月にかけてモナコでオーケストレーションが行なわれた。1935年にパリでローベル・ショアン指揮、コンセール・ショアンの演奏で初演が行なわれた。またアメリカでの演奏会では華々しい成功を収めたという。
作品はまもなく1934年にオルガン曲として編曲されたが、オルガンのための「昇天」では、第3楽章のみ新たな曲に差し替えられた。新たな楽章のタイトルは「キリストの栄光を自らのものとした魂の歓喜の高まり」。
1930年に作曲された「忘れられた捧げもの」と並んで、メシアンの初期の管弦楽作品の中では比較的演奏されることが多い。スコアは後にルデュック社から出版された。

## 構成
全4楽章からなり、演奏時間は約32分。
第1楽章 自らの栄光を父なる神に求めるキリストの威厳
ホ長調、8分の12拍子。「とてもゆっくりと威厳をもって」と指定されている。またメシアンが考案した「移調の限られた旋法（略称はM.T.L.）」では第2番と第3番が用いられている。
第2楽章 天国を希求する魂の清らかなアレルヤ
ヘ長調、4分の3拍子。「適度の速さで明晰に」と指定されており、「移調の限られた旋法」第3番と第7番、そしてグレゴリオ聖歌が用いられている。
第3楽章 トランペットとシンバルによるアレルヤ
イ長調、8分の3拍子。「速く、喜ばしく」と指定されている。
第4楽章 父のみもとへ帰るキリストの祈り
ト長調、8分の4拍子。「きわめてゆっくりと、情感を込めて荘厳に」と指定されており、「移調の限られた旋法」第7番が用いられている。